# Haarlemmerstraat 141-179 (Amsterdam)
Haarlemmerstraat 141-179 te Amsterdam is een woon/winkelcomplex aan de Haarlemmerstraat in Amsterdam-Centrum.

## Geschiedenis

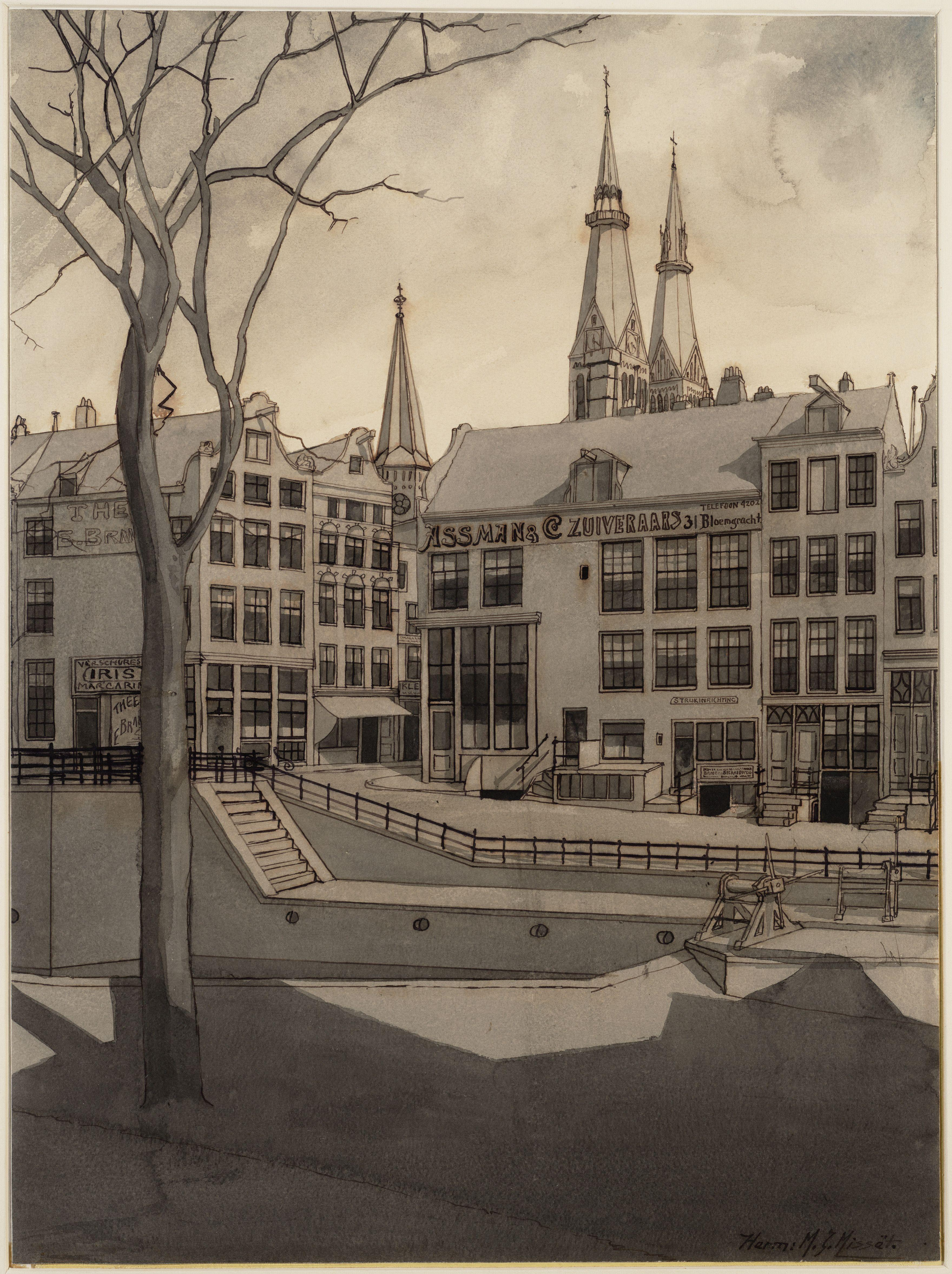
De hoek door Misset (voor 1906)

De Haarlemmerstraat is al eeuwenoud. De oorspronkelijke bebouwing is daarom ook al tijden grotendeels verdwenen. Aan de straat werd gebouwd, gesloopt, gebouwd etc. Het gebouw Haarlemmerstraat 151-179 dat doorloopt aan de Korte Prinsengracht 33-93 is een voorbeeld hoe snel het kan gaan in de Amsterdamse binnenstad. Tot circa 1906 stonden hier zij aan zij gebouwen zoals die zo vaak worden aangetroffen in de Amsterdamse binnenstad. Gebouwen met woonverdiepingen en winkelruimten met hier op de hoek nog een pothuis en een strijkinrichting, Herman Misset legde het tafereel nog vast.

## Vroom en Dreesmann

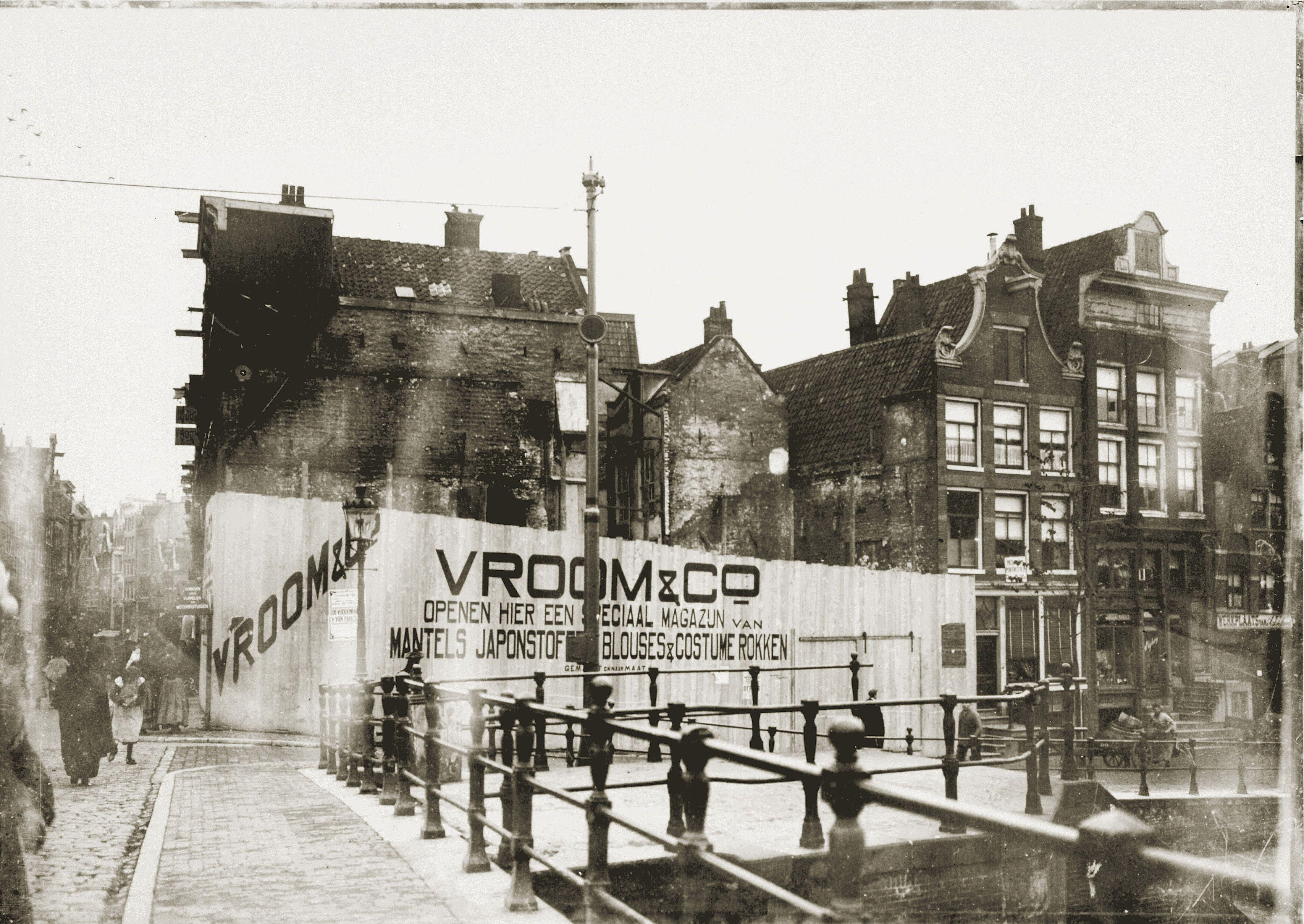
Breitner fotografeert sloop (november 1906)

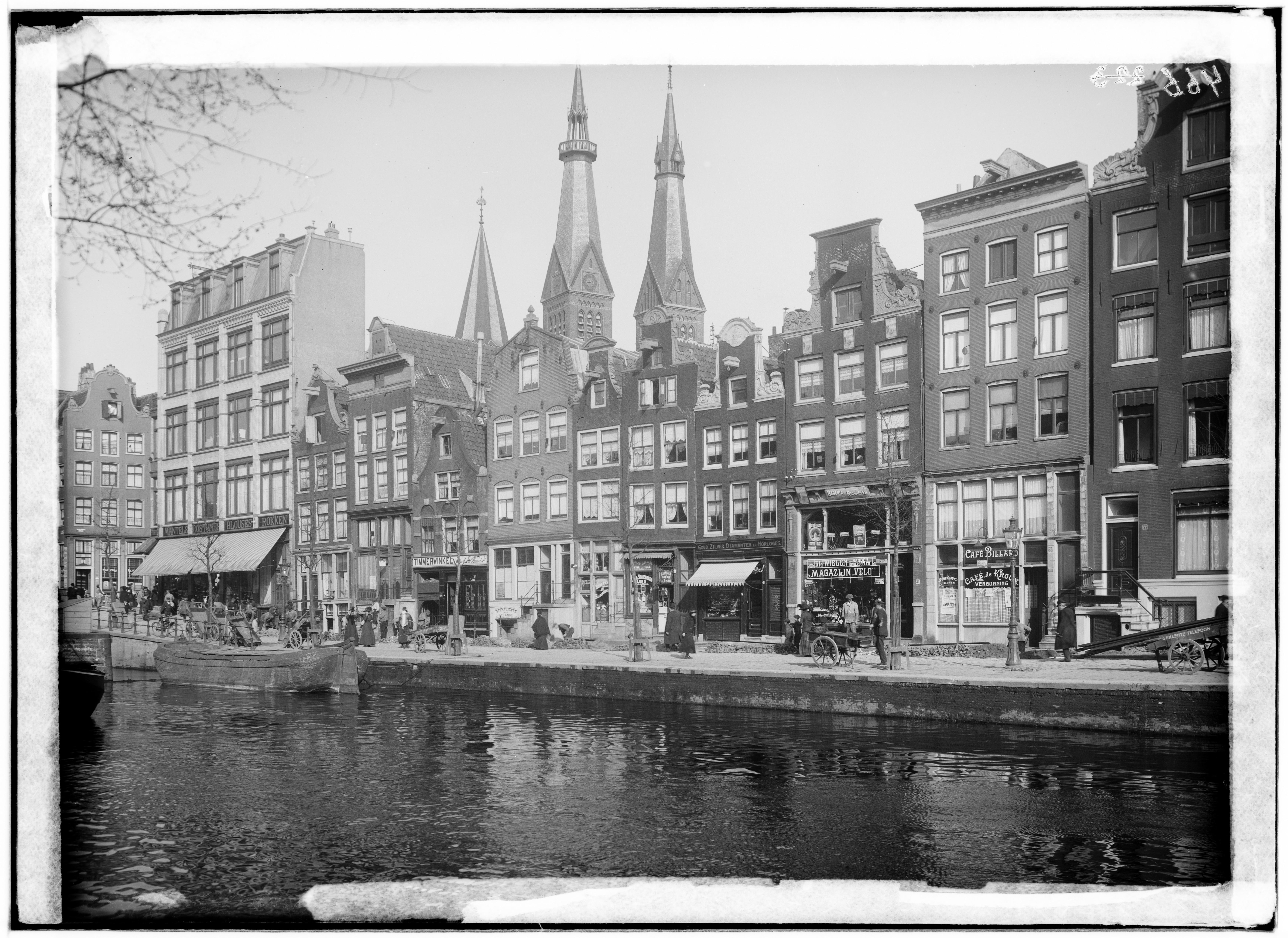
Gebroeders Douwes met nieuw gebouw

Daarin komt verandering als daar Vroom en Dreesmann neerstrijkt. Zij geven rond 1897 aan hun vaste architect François Marie Joseph Caron opdracht om de hoek te voorzien van een gebouw waarin één van hun filialen kan worden ondergebracht. De aanbesteding voor sloop oudbouw en nieuwbouw voor Vroom & Co vond plaats eind januari 1898. Dankzij een foto van George Hendrik Breitner april/mei 1906 weten we dat in 1906 het oude gebouw, inmiddels in het midden geknakt, er nog staat.
Dat gebouw ziet er voor de omgeving afwijkend uit. Het bestaat uit vijf bouwlagen verdeeld over drie percelen, de hoogte steekt schril af ten opzichte van de diepte. In de verhoogd uitgevoerde bel-etage wordt de winkel ondergebracht. Overigens steekt de Posthoornkerk in de Haarlemmerstraat nog steeds overal bovenuit. Op 4 januari 1940 kwam er een voorlopig eind aan dat gebouw. Winkeldelen op begane grond en eerste verdiepingen raakten zwaar beschadigd door een brand. Rond 20.00 uur van die dag ontdekte een voorbijganger een beginnend brandje op in een etalage, liep naar de brandmelder en de brandweer was binnen enkele minuten aan het werk. De brand was inmiddels via gevelopeningen (ruiten waren al gesprongen) via buitenom naar de eerste etage gesprongen. Alhoewel er met twaalf brandspuiten gewerkt werd, was er voor die verdiepingen geen houden aan. De andere etage werden gespaard, omdat de brandweer nog tijdens de brand het trappenhuis kon bereiken en ook dus van binnenuit de brand kon bestrijden. De volgende dag kon om half tien het sein “brand meester” gegeven worden en kon volstaan worden met nablussing. De brand was landelijk nieuws. Alhoewel alleen het onderste deel was getroffen zag Vroom en Dreesmann herstel daarvan niet zitten, wellicht mede ingegeven door de mening over dat gebouw, dat in De Tijd van 19 april 1940 omschreven werd als “aesthetisch weinig aantrekkelijk". Men wees er ook op dat tegenover de Vroom en Dreesmann in 1939 een mooi pand was neergezet aan Haarlemmerstraat 150 onder architect Simon Switzar. V&D schreef nog een prijsvraag uit voor een nieuw ontwerp. V&D had pech, in april 1940 brandde een filiaal aan het Spui in Den Haag af. Net als in Amsterdam werd in kortsluiting de oorzaak gevonden. Van herbouw in Amsterdam kwam het niet mede door het uitbreken van de Tweede Wereldoorlog, alhoewel al in zomer 1942 een sloopvergunning was afgegeven (woningonttrekking) aan Vroom & Dreesmann.

## Nieuwbouw
In de herfst van 1954 wordt er pas weer gebouwd op deze plek. Naar ontwerp van architect Auke Komter uit 1953/1954 werd er gebouwd aan een woon/winkelcomplex (winkel en dertig woningen) dat het perceel van de oude V&D ruimschoots overschreed. In de Haarlemmerstraat werd er gebouwd over vier percelen; op de Korte Prinsengracht en Brouwersgracht over vijf percelen. Wat bij de nieuwbouw terugkwam was een winkelbedrijf op de hoek. Komter vond dat nodig omdat hij door de helling voor de Eenhoornsluis een galerij voorzag. Hij kreeg ook te maken met het uiterlijk van het complex, dat opgetrokken zou worden in een nieuwe stijl passend binnen de wederopbouw, maar ook in het straat- en grachtbeeld van de omgeving. Het werd door De Telegraaf omschreven in de trant van, hoe bouw je voornamelijk horizontaal gerichte woningen vanwege vloeroppervlak in een groep (een complex), terwijl de omgeving vooral verticaal gericht is met afzonderlijke geveleenheden (huis tegen huis). Komter loste het op door het complex een gevelritme te geven van de omgeving, terwijl het interieur juist een moderne inrichting kreeg. Al die tijd vond er overleg plaats met Schoonheidscommissies en Commissie Oude Stad, die waakten over de binnenstad. Met enige fantasie zag men in de gevel een moderne variant van trap-, hals- en klokgevels afgewisseld door veranda’s. Bouwtijden liepen op omdat er in de kelder een schuilkelder werd voorzien. In 1956 was het complex in gebruik. Naar gebruik van de gemeente Amsterdam werd er niet per perceel genummerd, maar per woon/winkeleenheid. Het volledige adres werd Haarlemmerstraat 141-167, Haarlemmerstraat 173-179, Korte Prinsengracht 37-39, Korte Prinsengracht 45-63 en Korte Prinsengracht 71-89.
Het complex is een gemeentelijk monument.